# Рябиновка (Нижнесергинский район)
Рябиновка — посёлок в Нижнесергинском районе Свердловской области России, входит в состав Михайловского муниципального образования Нижнесергинского муниципального района.

## География
Рябиновка расположена в 53 километрах (по дорогам в 61 километре) к югу-юго-западу от города Нижние Серги, на берегах реки Сказ (приток Кусейки). В полутора километрах к югу проходит граница Свердловской области с Башкирией.

## Население
| 2002 | 2010 | 2021 |
| ---- | ---- | ---- |
| 111  | ↘92  | ↘70  |